# Einheitstyp
Mit Einheitstyp (englisch unit type) bezeichnet man in der Typtheorie und Informatik denjenigen Typ, der lediglich einen einzigen Wert besitzt.
Die Bezeichnungen des Typs reichen je nach Anwendungsgebiet von 1 (Kategorientheorie) über () (Haskell) bis Unit (z. B. Scala) und void (C und Abkömmlinge; hier ist die Entsprechung jedoch nicht vollständig, da void nicht überall dort verwendet werden kann, wo ein Typ erforderlich ist, und weil Literale fehlen).
Da es lediglich einen Wert gibt, trägt dieser keine Information mit sich. Falls es notwendig ist, den Wert zu benennen, geschieht dies oft als 0-Tupel, (), oder mit einem nicht anderweitig benutzten Symbol wie {\displaystyle \star }.